# Il est de la police
Il est de la police est une comédie en 1 acte d'Eugène Labiche, représentée pour la 1re fois à Paris au Théâtre du Palais-Royal le 7 mai 1872.
- Collaborateur Louis Leroy.
- Editions Dentu.

## Distribution
| Acteurs et actrices ayant créé les rôles |                   |
| Personnage                               | Acteur ou actrice |
| Catherine                                | Brasseur          |
| Graindor                                 | Lhéritier         |
| Octave                                   | M. Priston        |
| Julie Graindor                           | Mme Gilbert       |
| Josépha                                  | Mme Breton        |